# Fluchtlinienplan
Ein Fluchtlinienplan ist ein historisches Werkzeug der Bauleitplanung in Preußen.
Im Fluchtlinienplan werden Fluchtlinien festgesetzt, die eine Abgrenzung der Straßen und Plätze von den sonstigen Flächen darstellen. Zunächst war die Aufstellung der Fluchtlinienpläne Aufgabe der Baupolizei (Bau-Polizei-Ordnung für Berlin und den weiteren Polizeibezirk vom 21. April 1853). Die Gemeinden wurden nicht miteinbezogen.
Eine stärkere Beteiligung der Gemeinden an der Fluchtlinienplanung sah erstmals ein Erlass zur Aufstellung städtischer Bebauungspläne (1855) des Preußischen Ministeriums für Handel vor, bevor mit dem Gesetz, betreffend die Anlegung und Veränderung von Straßen und Plätzen in Städten und ländlichen Ortschaften vom 2. Juli 1875 (GS S. 561), meist als Preußisches Fluchtliniengesetz bezeichnet (historisch auch Straßen- und Baufluchtengesetz), dieses Planungsinstrument an die Gemeinden überging.
Es handelt sich nicht um einen qualifizierten Bebauungsplan. Liegt das Grundstück heute im Bereich eines Fluchtlinienplans, ist mit der Fluchtlinie faktisch die vordere Baulinie festgesetzt. Die zulässige Bebauung ist nach § 34 Abs. 1 BauGB „Zulässigkeit von Vorhaben innerhalb der im Zusammenhang bebauten Ortsteile“ zu beurteilen.